# Central River
Central River is een van de vijf divisies van Gambia en is centraal in het land gelegen. De divisie heeft een oppervlakte van bijna 2900 vierkante kilometer. De hoofdstad is Janjanbureh. Tot 1995 heette de divisie MacCarthy Island en de hoofdstad Georgetown. MacCarthy Island was een van de vijf originele divisies van Gambia in het koloniale tijdperk. In 1935 werd het een van de vijf provincies van de kolonie.

## Bevolking
- 1963: 64.755
- 1973: 101.901
- 1983: 126.004
- 1993: 156.021[1]
- 2003: 185.897[1]

## Grenzen
De divisie Central River grenst aan het enige buurland van Gambia, Senegal:
- Aan de regio Kaolack in het noordwesten.
- De regio Tambacounda in het noordoosten.
- En de regio Kolda in het zuiden.

Verder deelt Central River drie grenzen met andere divisies:
- North Bank in het zuidwesten.
- Lower River in het zuidwesten ten oosten van North Bank.
- Upper River in het zuidoosten.

## LGA's en districten
Central River bestaat uit twee local government area's (LGA's of lokale
overheidsgebieden):
- Janjanbureh
- Kuntaur

De regio is onderverdeeld in 10 districten:
- Fulladu West
- Janjanbureh
- Lower Saloum
- Niamina Dankunku
- Niamina East

- Niamina West
- Niani
- Nianija
- Sami
- Upper Saloum

Banjul (stad) · Central River · Lower River · North Bank · Upper River · Western